# Philippe Séguin
Philippe Séguin (Tunisi, 21 aprile 1943 – Parigi, 7 gennaio 2010) è stato un magistrato e politico francese.
Esponente del Raggruppamento per la Repubblica, è stato presidente dell'Assemblea nazionale e della Corte dei conti francese.

## Biografia
Era il figlio di Robert Séguin e Denise Daniéle.
Il padre era stato campione nordafricano nei centodieci metri ostacoli e vicecampione di Francia. In seguito si arruolò nel quarto reggimento fucilieri tunisino, dove durante la liberazione della Tunisia, morì all'età di ventitré anni caduto in guerra, nel settembre del 1944.
Il nonno materno, Joseph Danièle, originario di Nizza, era arrivato in Tunisia all'età di ventotto anni per diventare direttore del Crédit Lyonnais a Sousse, poi a Biserta e agente d'affari a Tunisi, mentre la nonna Adèle Nicolas era figlia di un importante appaltatore di lavori pubblici a Tunisi.
Rimasto orfano all'età di appena un anno, grazie ai sacrifici della madre, vedova di guerra, studia al liceo Carnot di Tunisi e poi all'École normale d'instituteurs del Var, a quella di Nîmes e infine a quella di Aix-en-Provence. Si laurea a pieni voti in lettere all'università di Aix-en-Provence, dove si specializza in studi superiori di storia, e si diploma presso l'Istituto di studi politici di Aix-en-Provence della stessa città. Dal 1961 al 1963 è redattore del quotidiano Le Provençal, di proprietà di Gaston Defferre.

### Alto funzionario
Ammesso all'École nationale d'administration (ENA) di Parigi, nel 1970 è fra i primi classificati, ottenendo così la possibilità di entrare direttamente alla Corte dei conti. Agli inizi del 1973 è nominato chargé de mission con competenza sul settore agricolo e ambientale presso la Presidenza della Repubblica dal Segretario generale dell'Eliseo Michel Jobert, principale collaboratore dell'allora Capo dello Stato Georges Pompidou. Confermato da Édouard Balladur, succeduto a Jobert nel marzo 1973, Séguin lascia la Presidenza della Repubblica dopo la morte di Pompidou e l'elezione di Giscard d'Estaing nella primavera del 1974.
Nel 1974 è nominato vice direttore generale per l'Educazione fisica e lo sport. Rientrato alla Corte dei conti, nel 1977 diventa direttore di gabinetto di Christian Poncelet, segretario di Stato con l'incarico dei Rapporti con il parlamento.

## Carriera politica

### Deputato e ministro
Nel 1965 aderisce all'Union des jeunes pour le progrès, una formazione gollista. Aderisce al movimento Raggruppamento per la Repubblica (RPR) fondato nel 1976 da Jacques Chirac dalle ceneri del partito gollista. Séguin è un seguace del gollismo sociale, il cui obiettivo è la tutela della democrazia sociale senza tuttavia rimettere in discussione il capitalismo.
Eletto deputato all'Assemblea nazionale nel 1978, 1981, 1986, 1988, 1993 e 1997. Vice presidente della stessa dal 1981 al 1986. Sindaco di Épinal (Vosgi) dal 1983 al 1997, è ministro degli affari sociali e del lavoro nel secondo governo di Jacques Chirac (1986-1988).
Dopo le elezioni legislative del 1988, Philippe Séguin anima insieme a Charles Pasqua una corrente interna al RPR critica nei riguardi della gestione di Jacques Chirac e volta al perseguimento del gollismo sociale. Al congresso del partito tenutosi a Le Bourget l'11 febbraio 1990, la mozione Pasqua-Séguin ottiene il 31,4 per cento ed è quindi battuta da quella maggioritaria quidata da Alain Juppé che ha il 68,6.

#### L'Europa

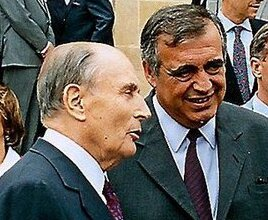
Philippe Séguin con il presidente della Repubblica François Mitterrand a palazzo dell'Eliseo (1992)

La sua bestia nera è la prospettiva della moneta unica, e nel 1992 è promotore insieme a Charles Pasqua del fronte contrario alla ratifica del trattato di Maastricht. Dotato di una dialettica brillante, esce a testa alta dal dibattito televisivo voluto dal presidente della Repubblica François Mitterrand, che nonostante la malattia si spende in prima persona perché il Trattato non sia respinto dai francesi. All'apertura delle urne, i "sì" alla ratifica prevalgono solo per un'incollatura, e questo contribuisce a rafforzare la posizione di Séguin all'interno del movimento neogollista.

### Presidente dell'Assemblea nazionale
È presidente dell'Assemblea nazionale dal 1993 al 1997. Si fa apprezzare anche dalle minoranze per il rigore e per l'imparzialità. Appena insediato, non esita ad attaccare la politica economica del governo Balladur, definendola una vera "Monaco sociale". In occasione della campagna per le elezioni presidenziali del 1995, mette il suo formidabile talento oratorio al servizio di Jacques Chirac nella competizione con Édouard Balladur, anch'egli candidatosi all'Eliseo, ed è l'ispiratore dello slogan della lotta alla fracture sociale. Chirac è eletto, ma la scelta del nuovo Primo ministro cade su Alain Juppé anziché su Séguin.

### Presidente del RPR
Nel 1997 è eletto presidente del RPR, al posto di Alain Juppé che fino a quella data cumulava quel ruolo con la carica di Primo ministro, e che aveva dovuto farsi da parte in conseguenza della disfatta del centrodestra alle elezioni legislative anticipate. La presidenza Séguin dura solo due anni. Si dimette, infatti, nel 1999, alla vigilia delle elezioni europee, a causa di contrasti interni e di dissensi con lo stesso presidente della Repubblica Jacques Chirac.

### Candidato a sindaco di Parigi
Nel 2001 è candidato a sindaco di Parigi, in un momento particolarmente delicato per il RPR visto che il sindaco uscente, Jean Tiberi, è in rotta con il partito ed è risoluto a ripresentarsi con una sua lista personale. I risultati andranno al di là delle aspettative più pessimistiche: Séguin è battuto al secondo turno dal candidato socialista Bertrand Delanoë. A dare man forte al successo dell'attuale primo magistrato di Parigi contribuisce, oltre alla presenza ingombrante della lista Tiberi, lo scarso entusiasmo del presidente della Repubblica Jacques Chirac e del suo entourage nel sostenere Séguin. Le divisioni all'interno del centrodestra hanno fatto il resto.
Dichiaratamente scettico nei confronti della formazione dell'Unione per un Movimento Popolare (UMP), Séguin preferisce ritirarsi dalla vita politica, non partecipando alle elezioni legislative del 2002 e dimettendosi dal consiglio comunale di Parigi.

### I legami con Nicolas Sarkozy
In seguito all'elezione alla presidenza della Repubblica di Nicolas Sarkozy il 6 maggio 2007, François Fillon viene nominato Primo ministro il 17 maggio successivo, mentre Henri Guaino diviene uno dei principali collaboratori del nuovo presidente della Repubblica. Entrambi erano a fianco di Séguin, nel periodo in cui faceva ancora attività politica. Il segretario di Stato ai Rapporti con il parlamento, Roger Karoutchi, è un altro dei suoi collaboratori. La sua stessa nomina a primo presidente della Corte dei conti nel luglio 2004 fu proposta in consiglio dei ministri da Sarkozy, all'epoca ministro di Stato e ministro dell'Economia e delle Finanze.
Nel maggio 2007 Séguin rifiuta di entrare a far parte del governo Fillon come ministro di Stato, preferendo rimanere alla Corte dei Conti. Uno dei primi atti del nuovo governo è offrire a Séguin la presidenza della Commissione sugli ostacoli alla crescita economica della Francia (più nota come "commissione Attali"), incarico che, a seguito della mancata accettazione da parte di Séguin, è poi andato a Jacques Attali. È anche presidente del consiglio di amministrazione dell'Istituto di studi politici di Aix-en-Provence.

## Primo presidente della Corte dei Conti
Reintegrato alla Corte dei conti nel 2002, insegna per un biennio all'Università di Montréal.
Nel luglio 2004 è nominato dal consiglio dei ministri primo presidente della Corte dei conti, prendendo possesso di tali funzioni il successivo 6 settembre.

### La riforma della Corte dei Conti
In occasione dell'apertura dell'anno giudiziario 2009, Philippe Séguin annuncia i principi su cui si basa il disegno di legge di riforma della Corte, in seguito approvato dal Consiglio dei ministri il 28 ottobre 2009. La Corte e le 22 sezioni regionali sono raggruppate in una giurisdizione unica centralizzata e modernizzata, le attuali 22 sezioni regionali ripartite in 4 o 5 sezioni interregionali, è attribuito alla sede centrale di Parigi la fissazione del calendario dei lavori e istituito un ruolo statutario unico per i magistrati contabili. Ma dopo la scomparsa di Séguin la riforma è abbandonata.

## Incarichi nel settore calcistico
Ha presieduto la commissione nazionale tripartita presso la Fédération française de football. Dal gennaio 2008 presiede la commissione "Grands stades Euro 2016", istituita dal Segretariato di Stato allo Sport allo scopo di valutare l'idoneità degli stadi esistenti in vista della candidatura della Francia agli Europei 2016 di calcio. Dal febbraio 2008 è presidente della Fondazione Football.

## Morte improvvisa
Philippe Séguin muore alle prime ore del 7 gennaio 2010 nella sua abitazione parigina, a causa di una crisi cardiaca. La notizia è confermata dal Primo ministro François Fillon, visibilmente sconvolto, nel corso di una conferenza stampa. L'omaggio della classe politica francese è unanime, e l'11 gennaio ai suoi solenni funerali nella chiesa degli Invalides, partecipano, oltre al presidente della Repubblica Sarkozy e ai suoi predecessori Giscard d'Estaing e Chirac, le più alte personalità dello Stato, lo stato maggiore dell'UMP e numerosi esponenti dell'opposizione.

## Curiosità
- Oltre agli studi storici e la gusto per la battuta tagliente e per le dichiarazioni fuori dai denti, Philippe Séguin condivideva con l'ex presidente della Repubblica italiana Francesco Cossiga una passione sviscerata per il web e per le play-station.
- Appassionato di calcio, nel giugno 2006 tenne una rubrica sul quotidiano della sera Le Monde dove commentava i risultati dei Mondiali di calcio.
- Nel 2002 chiese che si soprassedesse dal concedergli la Legion d'onore, perché tale decorazione non fu assegnata a titolo postumo a suo padre, ufficiale francese caduto nel 1944 in un'operazione militare contro i nazisti.

## Opere
Philippe Sèguin è autore di numerosi saggi, fra cui Louis Napoléon le Grand, una biografia di Napoleone III (Grasset 1990), e un libro di memorie, Itinéraire dans la France d'en bas, d'en haut et d'ailleurs (Seuil 2003).